# Prytanée
Pour les articles homonymes, voir Prytanée (homonymie).

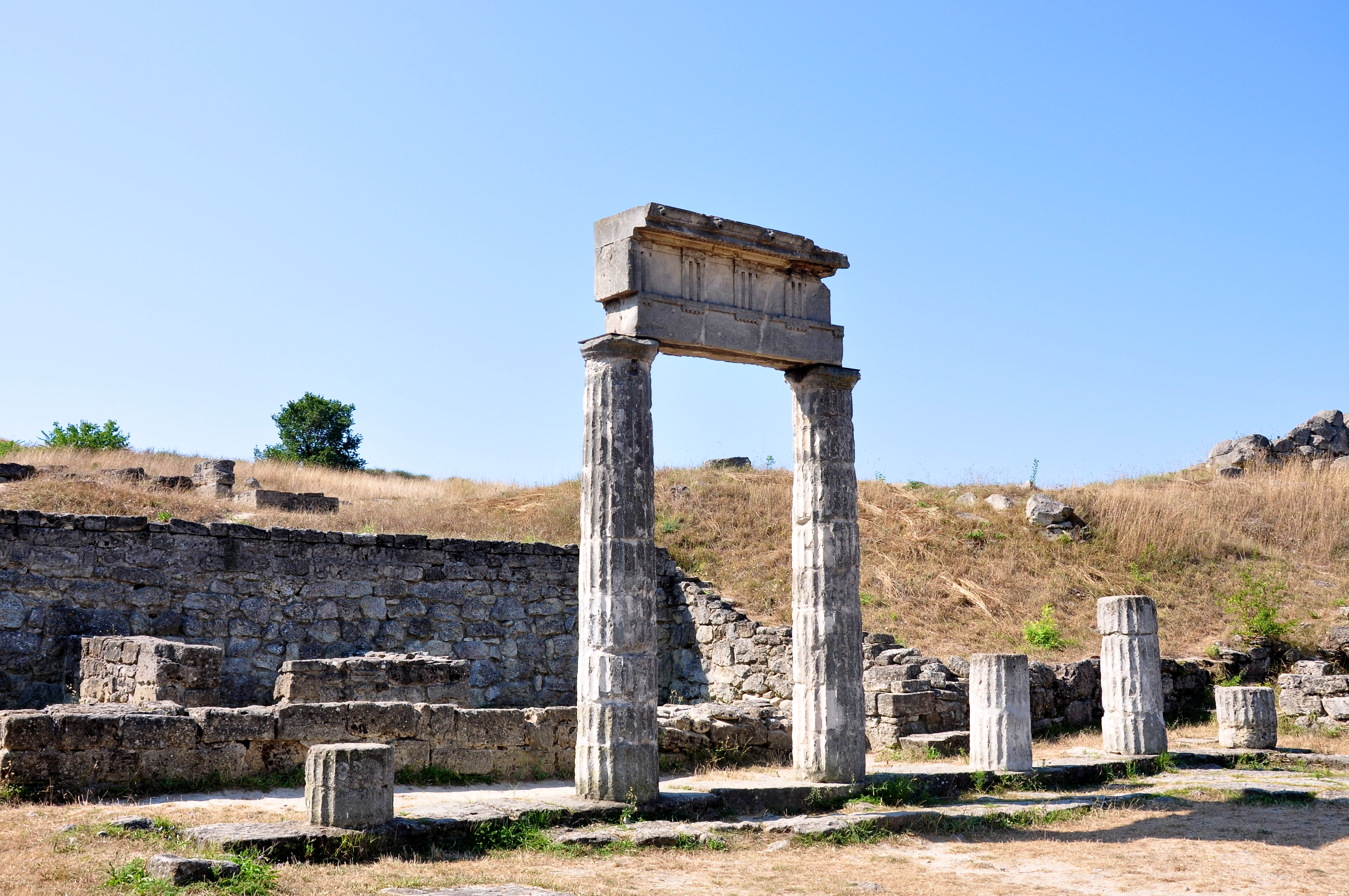
Prytanée de Panticapée, IIe siècle av. J.-C., Kertch (Crimée).

Le prytanée (du grec ancien : πρυτανεῖον / prutaneîon, « présidence ») était dans la Grèce antique le siège du Prytane.
Ce bâtiment est le foyer de l'État, de la polis, là où se trouve le feu sacré qui ne s'éteint jamais. Symbole de la permanence de la cité, consacré à Hestia, déesse du foyer, de la maison et de la famille, le Prytanée en est le cœur symbolique et politique : les magistrats y siègent, on y reçoit les honneurs publics et les ambassadeurs, on y prend le feu pour fonder des colonies (et leur Prytanée), on y fait les sacrifices et offrandes aux dieux de la cité. L'île de Thasos, selon Théophraste, avait son Prytanée ; à Athènes, le Prytanée prend la forme d'une tholos, bâtiment circulaire de l'Agora. Les élus des tribus d'Athènes qui assurent la présidence de la Boulè, les prytaneis, siègent et travaillent à la tholos. Ils y prennent aussi leur repas, offert par l'État, avec les citoyens honorés par la cité en tant que grands bienfaiteurs, ou les citoyens particulièrement méritants comme les Olympioniques. À Olympie, le Prytanée est le lieu où les prêtres et les magistrats vivent, les grands prêtres habitant dans le Theokoleon. Situé au nord-ouest du temple d'Héra, il est utilisé pour les célébrations et les fêtes par les vainqueurs des Jeux. Il abrite également l'autel d'Hestia, où la flamme olympique originale brûlait. Manger au prytanée représentant un honneur, Socrate aurait dit à ses juges, devant estimer la peine qu'il méritait, qu'il méritait d'être nourri au prytanée d'après l'Apologie de Socrate de son disciple Platon, présent lors de son jugement selon ce même texte. 

## Sources et références
- Guy Rachet, Dictionnaire de la civilisation grecque, Paris, Larousse, coll. « Références Larousse », 1993, 256 p. (ISBN 2-03-720231-8)